# Flancourt-Catelon
 Flancourt-Catelon  là một xã thuộc tỉnh Eure trong vùng Normandie miền bắc nước Pháp.